# پریاژا
پریاژا (انگلیسی: Pryazha) (به روسی: Пря́жа) کارلیایی: Priäžä (به فنلاندی: Prääsä) منطقه‌ای شهری (سکونتگاهی از نوع شهری) و مرکز اداری ناحیه پریاژینسکی در جمهوری کارلیا، روسیه است که در ۱۲ کیلومتری (۷.۵ مایلی) رودخانه شویا و ۴۹ کیلومتری (۳۰ مایلی) غرب پتروزاودسک، پایتخت جمهوری، واقع شده است. بر اساس سرشماری سال ۲۰۱۰، جمعیت آن ۳۶۷۵ نفر بوده است.